# Vanda insignis
Vanda insignis là một loài phong lan đặc hữu của quần đảo Nusa Tenggara.

## Hình ảnh

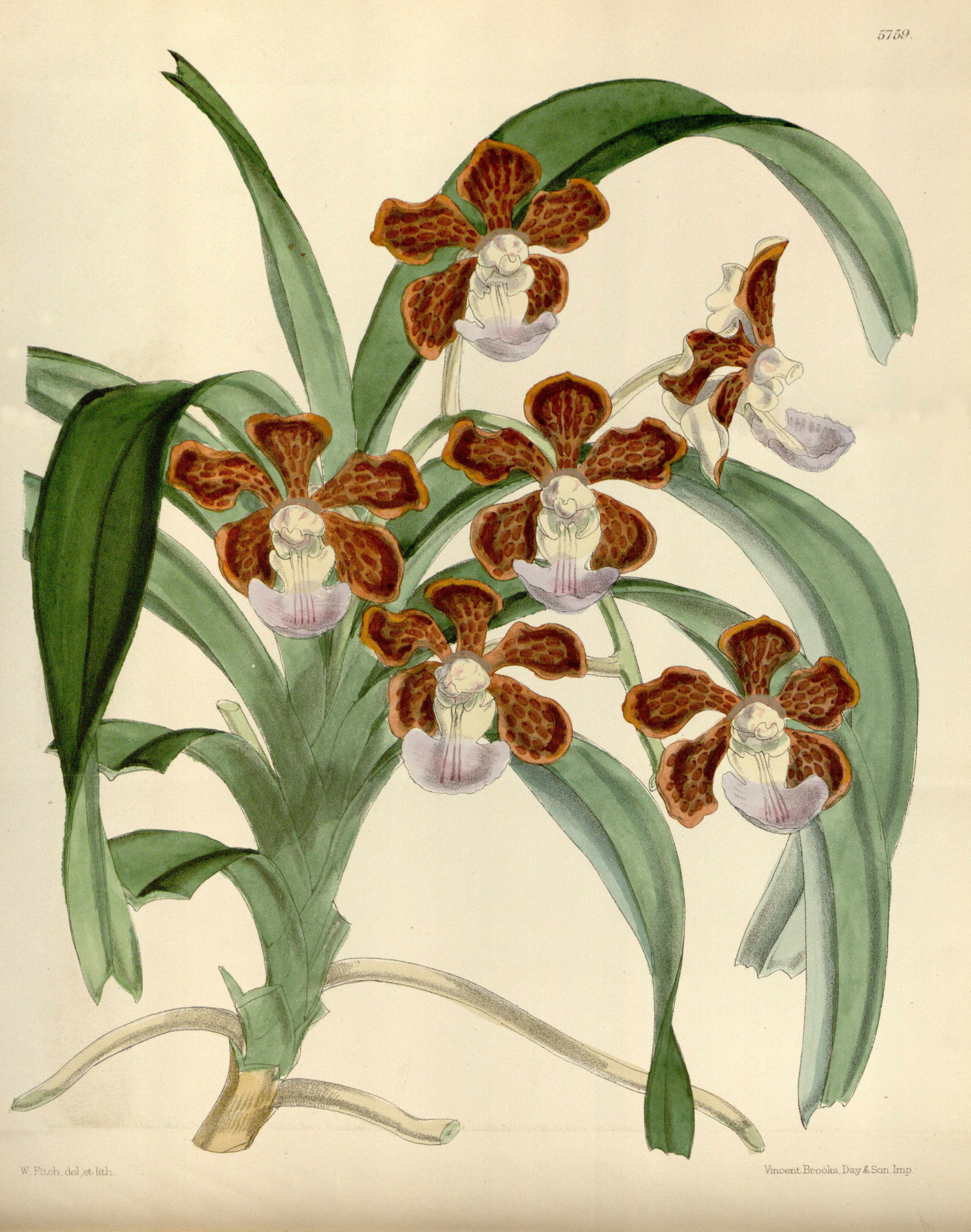